# Sison marginatum
Sison marginatum är en flockblommig växtart som beskrevs av André Michaux. Sison marginatum ingår i släktet höstpersiljor, och familjen flockblommiga växter. Inga underarter finns listade i Catalogue of Life.